# الکس یورگن
الکس یورگن (انگلیسی: Alex Jürgen؛ زادهٔ ۷ سپتامبر ۱۹۷۶) یک فعال بیناجنسی اهل اتریش است. او اولین فرد بودی که در کشور اتریش پس مبارزه فراوان در دادگاه یک شناسنامه و پاسپورت با وضعیت خارج از جنسیت دریافت کند. یورگن در یک بیمارستان در اشتایر به دنیا آمد و توسط پزشکان هنگام بدنیا آمدن با جنسیت مرد تشخیص داده شد و پس از آن توسط والدینش نام یورگن (نام مردانه) دریافت کرد. دو سال بعد، پزشکان به والدین او توصیه کردند که او را به عنوان یک دختر به خاطر اینکه در آن زمان به دلیل عقب‌ماندگی خصوصیات جنسی مردانه رفتار کنند. او نامش را به الکساندرا تغییر داد و از عمل جراحی پزشکی آلت تناسلی وی برداشته شد.